# Supranaturalism
Supranaturalism eller Supernaturalism (av latinets supra eller super ovan, över, och natura, natur) är en teologisk åskådning.
Supranaturalism är i ordets allmänna betydelse varje åskådning, som hävdar tillvaron, "över" den "naturliga", för den sinnliga erfarenheten tillgängliga verkligheten, av en "högre", andlig och fullkomlig verklighet, i vilken också den sinnliga har sin grund och sitt mål. Motsatsen till supranaturalism i denna mening är naturalism.

## Bakgrund
Med tanke på de motsättningar, som kan rymmas inom en kristen åskådning, brukar supranaturalism användas som beteckning för den ståndpunkt, som hävdar den kristna uppenbarelsens "absoluthet", dess oöverbjudbara art och dess karaktär av ett Guds särskilda, från den allmänna historiska utvecklingen sig avgränsande ingripande och handlande till människornas frälsning, en hans frälsnings- eller utkorelsehistoria, och som i konsekvens härav betonar det kristna livets karaktär av något i förhållande till det naturliga specifikt nytt, som kan komma till stånd endast genom en radikal brytning med det naturliga livet i kraft av Guds nåd och vars yttersta mål ligger i fulländningen i ett högre tillkommande liv.
Sin motsats har supranaturalismen i denna bemärkelse i en mer eller mindre utpräglat "immanent" kristendomstolkning, som i "uppenbarelsen" väsentligen ser blott det, åtminstone hittills, högsta uttrycket för allmännare även annars i historien framträdande ideella utvecklingslinjer samt, med mer eller mindre fullständigt undanskjutande av den övervärldsliga måltanken, i första hand betraktar kristendomen från synpunkten av dess betydelse för den mänskliga kulturen och i det kristna livet ser mindre en brytning med det naturliga än ett fullföljande och fullkomnande av dettas högre tendenser.
I kyrkohistorien används emellertid "supranaturalism" även i en speciellare betydelse, nämligen som sammanfattande beteckning för de riktningar, som, i motsats till den under senare hälften av 1700- och början av 1800-talet framträdande teologiska rationalismen med dess tendens att reducera kristendomens innehåll till en summa allmänna förnuftssanningar, med större eller mindre konsekvens förfäktade tanken på en särskild uppenbarelse och fasthöll vid ett därur stammande, för "förnuftet" i och för sig otillgängligt, specifikt kristligt trosinnehåll.
Som typiska representanter för denna riktning i dess olika, mot rationalismens utvecklingsstadier svarande faser kan nämnas S.J. Baumgarten (död 1757), G.Chr. Storr (död 1805) och F.V. Reinhard (död 1812). Då denna riktnings representanter själva karakteriserade sin ståndpunkt som "supranaturalism", ville de därmed endast ge uttryck åt sitt anspråk att oavkortadt hävda det för kristendomen i alla tider väsentliga. Efter deras egen uppfattning bestod också en oförsonlig motsats mellan deras åskådning och rationalismen.
I verkligheten bygger emellertid båda riktningarna i vidsträcktaste grad på samma förutsättningar. Det intellektualistiska draget i uppfattningen av kristendomen såsom en summa enskilda läror var i supranaturalismen lika utpräglat som i rationalismen, och även den förra stödde, under åberopande av samma filosofiska auktoriteter (Wolff, Kant), sitt hävdande av uppenbarelsen på allmänna förnuftsresonemang.
Hur flytande gränsen mellan dem är, framträder typiskt i de olika förmedlande riktningarna: "rationell supranaturalism", "supranaturell rationalism" o.s.v. För den nutida teologin ter sig hela den problemställning, från vilken båda riktningarna utgick, efter Schleiermachers banbrytande insats som antikverad, och det måste därför verka vilseledande att, såsom dock alltjämt stundom sker, sammanblanda frågan om kristendomens "supranaturalism" i allmännare bemärkelse med frågan om värdesättandet av den av "supranaturalismen" i trängre, kyrkohistorisk mening företrädda ståndpunkten.